# Коулун
Коулун ( /ˌ к aʊ л ф п / ) е градска зона в Хонг Конг съдържаща полуостров Коулун и нов полуостров Коулун. С население от 2 019 533 и гъстота на населението от 43 033/km 2 през 2006 г., това е най-населената градска зона в Хонг Конг. Площта на полуострова е около 47 km2 (18 sq mi).

## Местоположение
Коулун се намира на север от остров Хонг Конг срещу пристанището Виктория . Граничи с протока Лей Юуе Мин на изток, Мей Фо Сун Чуен и Острова на каменоделците на запад, както и планинската верига, включително Татес Карин и Лъмския Камък на север и пристанището Виктория на юг.

## Администрация
Коулун се състои от следните райони:
- Коулун Сити
- Кун Тонг
- Шам Шуй По
- Вонг Тай Син
- Яу Цим Монг

### Политика
Коулун обхваща два географски избирателни района за Законодателния съвет на Хонконг:
- Коулун Изток включва Уонг Тай Син и Куун Тонг .
- Коулун Запад включва Яу Цим Монг, Шам Шуй По и Коулун Сити.

## Име
Името „Коулун“ (Китайски: 九龍; Литературно „Осемте дракона“ на кантонски) намеква за осем планини и китайски император: връх Коулун, Тунг Шан, Тейтс Керн, Темпъл Хил, Еднорог Ридж, Лъвска скала, Бийкън Хил, Гнездото на врана и Император Бинг на песента . 

## История
Частта от Коулун южно от Граничната улица, заедно с острова на Каменарите, е отстъпена от император Цин от Китай на Обединеното кралство съгласно Пекинската конвенция от 1860 г. В продължение на много години районът остава до голяма степен неразвит, използван от британците главно за експедиции за лов на тигри.  Частта от Коулун северно от Граничната улица (Нов Коулун) е наета от британците като част от Новите територии съгласно Втората конвенция от Пекин от 1898 г. за 99 години. В рамките на Ню Коулун се намира Коулун Сити, район на Хонг Конг, където някога се е намирал Коулун град – крепост. Самият град Коулун е разрушен през 1993 г. Същият район се наричаше Kwun Fu Cheung (на опростен китайски: 官富場) по време на династията Сун (960 – 1279). „Нов Коулун“ остана част от Новите територии.
По закон „Коулун“ е само районът на юг от Граничната улица и острова на Каменарите, но в обща употреба Нов Коулун не се разглежда като част от Новите територии, а като неразделна част от градската зона на Коулун, независимо дали е на север или на юг от Граничната улица.
Мащабното развитие на Коулун започва в началото на 20-ти век, с изграждането на железопътната линия Нов Коулун Кантон, но поради непосредствената близост на Коулун до летище Кайтак, строителството на сградите е ограничено от пътеките за полети. В резултат на това, в сравнение с остров Хонг Конг, Коулун има много по-нисък хоризонт.  След Втората световна война Коулун става изключително претоварен, когато бедните квартали за бежанци от новосъздадената Китайска народна република отстъпват място на обществени жилищни комплекси, смесени с частни жилищни, търговски и индустриални зони.
Районът на рекултивираната земя, известен като Западен Коулун, някога е бил дом на корабостроителница за Кралския флот.
Преброяването от 1911 г. регистрира население от 7306 души, като повечето са Хака. Инвазията в Китай на Япония през 1937 г. кара населението на Коулун да нарасне драстично. Между 1937 и 1939 г. 750 000 бежанци пристигат в Коулун и близките райони, като много от тях нямат местожителство. 

## Демография
Към 2011 г. 2 108 419 души живеят в Коулун.
Около 94,2% от жителите на Коулун са от китайски етнически произход. Най-големите етнически малцинствени групи са индонезийци (1,8%), филипинци (1,5%), индийци (0,5%), непалци (0,4%) и британци (0,3%). Около 86% от жителите на Коулун използват кантонски като обичаен език, докато 2,3% използват английски и 1,2% използват мандарин.

## Местности
Коулун включва тези места в Хонг Конг:

## Образование
Частичен списък на образователните институции в Коулун:

### Начално образование
- Сан Ву Търговско общество YMCA на християнското училище в Хонг Конг
- Средно и основно училище за съвместно обучение по английски език Света Маргарет

### Средно образование
- Църквата на Христос в Китай Мин Ин Колидж
- Училище Крал Джордж V
- Средно училище в Нова Азия
- СОУ Света Тереза

### Висше образование
- Градски университет на Хонг Конг
- Хонконгски политехнически университет
- Баптистки университет в Хонг Конг
- Отворен университет в Хонг Конг
- Колеж Тунг Уа
- Хонг Конг Нанг Ян колеж за висше образование
- Християнски колеж Гратия

## Транспорт
Коулун е свързан с остров Хонг Конг на континента чрез два само пътни тунела (тунела Cross-Harbour и Western Harbour Crossing), два железопътни тунела на MTR ( линия Tsuen Wan и линия Тунг Чунг / Летищен Експрес MTR ) и един комбиниран път и MTR железопътен тунел (тунел на източното пристанище, съдържащ линията Tseung Kwan O и пътния трафик в отделни паралелни канали). Никакви мостове не свързват острова и Коулун.

## Галерия
- Градински фонтан Centenary, Tsim Sha Tsui
- Лабиринтната градина, Коулун Парк, Цим Ша Цуй
- Boeing 747 на Air France минава над Коулун, преди да кацне на старото летище през 1998 г.
- Звезден фериботен кей, с Културния център на Хонг Конг и часовниковата кула Tsim Sha Tsui на заден план.
- Коулун Масджид и ислямски център
- Нощен изглед на Коулун от остров Хонг Конг